# Les Ulis
Les Ulis és un municipi francès, situat al departament de l'Essonne i a la regió de l'Illa de França. L'any 1999 tenia 25.785 habitants.
Forma part del cantó de Les Ulis i del districte de Palaiseau. I des del 2016 de la Comunitat d'aglomeració París-Saclay.